# Primeira Liga de 2016–17
A Primeira Liga de 2016–17, conhecida também como Liga NOS por razões de patrocínio, foi a 83ª edição da liga de futebol de maior escalão de Portugal.
O Chaves e o Feirense, que terminaram a LigaPro 2015/2016 em segundo e terceiro lugar respetivamente (em primeiro terminou o FC Porto B, que não pode subir), também subiram para a liga principal. O Chaves participou na Primeira Liga pela 14.ª vez enquanto o Feirense participou pela 5.ª vez. Nesta temporada, o Benfica conquistou um inédito tetracampeonato, após ter ganho as 3 edições anteriores da prova, igualando o feito do Sporting CP (tetracampeão na temporada 1953-1954) e do FC Porto (tetracampeão na temporada 1997-1998 e na época 2008-2009, chegando a ser penta na época 1998-1999).

## Transmissões televisivas
Em Portugal, todos os jogos são transmitidos pela Sport TV, à excepção dos jogos em casa do SL Benfica, que são transmitidos no canal BTV. A RTP Internacional também passa um jogo por cada jornada.

## Participantes
| Clube                | Cidade               | Estádio                                        | Lotação | 2015–16     | Treinador           |
| -------------------- | -------------------- | ---------------------------------------------- | ------- | ----------- | ------------------- |
| Arouca               | Arouca               | Municipal de Arouca                            | 5,000   | 5º, I Liga  | Jorge Leitão        |
| Belenenses           | Lisboa               | Estádio do Restelo                             | 19,980  | 9º, I Liga  | Domingos Paciência  |
| Benfica              | Lisboa               | Estádio da Luz                                 | 64,642  | 1º, I Liga  | Rui Vitória         |
| Boavista             | Porto                | Estádio do Bessa                               | 28,263  | 14º, I Liga | Miguel Leal         |
| Chaves               | Chaves               | Estádio Municipal Eng.º Manuel Branco Teixeira | 12,000  | 2º, II Liga | Ricardo Soares      |
| Estoril Praia        | Estoril              | António Coim. da Mota                          | 8,000   | 8º, I Liga  | Pedro Emanuel       |
| Porto                | Porto                | Estádio do Dragão                              | 50,033  | 3º, I Liga  | Nuno Espírito Santo |
| Feirense             | Santa Maria da Feira | Marcolino de Castro                            | 4,667   | 3º, II Liga | Nuno Manta          |
| Marítimo             | Funchal              | Estádio do Marítimo                            | 10,600  | 13º, I Liga | Daniel Ramos        |
| Moreirense           | Moreira de Cónegos   | Com. Joa. de Alm. Freitas                      | 6,153   | 12º, I Liga | Petit               |
| Nacional da Madeira  | Funchal              | Estádio da Madeira                             | 5,132   | 11º, I Liga | João de Deus        |
| Paços de Ferreira    | Paços de Ferreira    | Capital do Móvel                               | 6,404   | 7º, I Liga  | Vasco Seabra        |
| Rio Ave              | Vila do Conde        | Estádio dos Arcos                              | 9,065   | 6º, I Liga  | Luís Castro         |
| Sporting             | Lisboa               | Alvalade XXI                                   | 50,095  | 2º, I Liga  | Jorge Jesus         |
| Braga                | Braga                | Municipal de Braga                             | 30,286  | 4º, I Liga  | Abel Ferreira       |
| Tondela              | Tondela              | João Cardoso                                   | 5,000   | 16º, I Liga | Pepa                |
| Vitória de Guimarães | Guimarães            | D. Afonso Henriques                            | 30,000  | 10º, I Liga | Pedro Martins       |
| Vitória de Setúbal   | Setúbal              | Estádio do Bonfim                              | 18,642  | 15º, I Liga | José Couceiro       |

## Número de equipas por Associação de Futebol
|   | Associação de Futebol | Número de equipas | Equipas                                      |
| - | --------------------- | ----------------- | -------------------------------------------- |
| 1 | AF Lisboa             | 4                 | Belenenses, Benfica, Estoril Praia, Sporting |
| 1 | AF Porto              | 4                 | Boavista, Paços de Ferreira, Porto, Rio Ave  |
| 3 | AF Braga              | 3                 | Moreirense, Braga, Vitória de Guimarães      |
| 4 | AF Aveiro             | 2                 | Arouca, Feirense                             |
| 4 | AF Madeira            | 2                 | Marítimo, Nacional da Madeira                |
| 6 | AF Setúbal            | 1                 | Vitória de Setúbal                           |
| 6 | AF Vila Real          | 1                 | Chaves                                       |
| 6 | AF Viseu              | 1                 | Tondela                                      |

## Tabela classificativa
Atualizado em 21/05/2017

## Resultados
|                   | BEN | POR | SPO | GUI | BRA | MAR | RAV | FEI | BOA | EST | CHA | SET | PFE | BEL | MOR | TON | ARO | NAC |
| ----------------- | --- | --- | --- | --- | --- | --- | --- | --- | --- | --- | --- | --- | --- | --- | --- | --- | --- | --- |
| Benfica           |     | 1–1 | 2–1 | 5–0 | 3–1 | 3–0 | 2–0 | 4–0 | 3–3 | 2–1 | 3–1 | 1–1 | 3–0 | 4–0 | 3–0 | 4–0 | 3–0 | 3–0 |
| FC Porto          | 1–1 |     | 2–1 | 3–0 | 1–0 | 2–1 | 4–2 | 0–0 | 3–1 | 1–0 | 2–1 | 1–1 | 4–1 | 3–0 | 3–0 | 4–0 | 3–0 | 7–0 |
| Sporting          | 1–1 | 2–1 |     | 1–1 | 0–1 | 2–0 | 1–0 | 2–1 | 4–0 | 4–2 | 4–1 | 2–0 | 4–2 | 1–3 | 3–0 | 1–1 | 3–0 | 2–0 |
| V. Guimarães      | 0–2 | 0–2 | 3–3 |     | 0–1 | 0–0 | 3–0 | 0–1 | 2–0 | 3–3 | 1–1 | 3–1 | 5–3 | 1–1 | 1–0 | 2–1 | 1–0 | 2–1 |
| SC Braga          | 0–1 | 1–1 | 2–3 | 1–2 |     | 3–3 | 1–1 | 6–2 | 3–0 | 1–1 | 1–0 | 2–1 | 3–0 | 2–1 | 2–1 | 2–0 | 3–1 | 4–0 |
| Marítimo          | 2–1 | 1–1 | 2–2 | 0–2 | 1–0 |     | 0–1 | 2–0 | 1–1 | 1–1 | 2–1 | 1–0 | 3–1 | 3–0 | 1–0 | 2–0 | 3–1 | 0–0 |
| Rio Ave           | 0–1 | 1–3 | 3–1 | 0–3 | 1–0 | 0–0 |     | 1–0 | 1–2 | 1–2 | 2–2 | 0–0 | 0–0 | 2–0 | 3–2 | 3–1 | 3–0 | 2–1 |
| Feirense          | 0–1 | 0–4 | 2–1 | 0–0 | 0–1 | 2–1 | 2–1 |     | 0–1 | 1–0 | 3–2 | 1–1 | 2–0 | 0–1 | 0–3 | 2–1 | 0–2 | 0–3 |
| Boavista          | 2–2 | 0–1 | 0–1 | 1–2 | 1–1 | 3–0 | 0–1 | 1–2 |     | 0–0 | 2–2 | 1–0 | 0–0 | 0–1 | 2–0 | 1–0 | 2–0 | 2–2 |
| Estoril           | 0–1 | 1–2 | 0–2 | 0–2 | 1–3 | 0–1 | 0–2 | 0–2 | 0–0 |     | 2–1 | 3–0 | 2–1 | 1–1 | 2–0 | 2–0 | 4–2 | 0–1 |
| Chaves            | 0–2 | 0–2 | 2–2 | 2–3 | 0–0 | 0–0 | 2–2 | 1–1 | 0–0 | 1–0 |     | 0–0 | 1–0 | 3–1 | 2–1 | 1–1 | 2–0 | 2–0 |
| V. Setúbal        | 1–0 | 0–0 | 0–3 | 0–2 | 1–1 | 0–1 | 0–1 | 1–2 | 0–1 | 2–0 | 0–0 |     | 1–4 | 2–0 | 2–0 | 3–0 | 2–0 | 1–0 |
| Paços de Ferreira | 0–0 | 0–0 | 0–1 | 2–0 | 3–1 | 0–0 | 2–1 | 0–1 | 2–1 | 0–0 | 1–1 | 2–1 |     | 1–0 | 0–2 | 0–0 | 1–1 | 1–1 |
| Belenenses        | 0–2 | 0–0 | 0–1 | 1–1 | 1–2 | 1–0 | 1–0 | 1–2 | 0–0 | 1–3 | 2–1 | 1–2 | 1–2 |     | 1–1 | 0–0 | 1–1 | 2–1 |
| Moreirense        | 0–1 | 3–1 | 2–3 | 0–1 | 2–1 | 0–1 | 1–1 | 1–1 | 0–0 | 1–1 | 0–0 | 1–2 | 1–1 | 1–0 |     | 1–1 | 1–4 | 3–1 |
| Tondela           | 0–2 | 0–0 | 1–4 | 2–1 | 2–0 | 1–1 | 2–1 | 0–1 | 1–1 | 0–2 | 2–0 | 2–1 | 2–1 | 0–1 | 1–2 |     | 1–2 | 2–0 |
| Arouca            | 1–2 | 0–4 | 1–2 | 0–1 | 1–1 | 1–0 | 0–2 | 2–0 | 1–2 | 2–1 | 0–1 | 2–1 | 1–0 | 1–2 | 2–2 | 1–2 |     | 2–0 |
| Nacional          | 1–3 | 0–4 | 0–0 | 1–2 | 0–0 | 2–0 | 0–2 | 0–0 | 0–2 | 0–1 | 0–1 | 1–2 | 1–1 | 1–1 | 0–1 | 3–2 | 1–1 |     |

Última atualização em 15 Maio 2018.
Fonte: Carece de fontes
1O time da casa (mandante) está listado na coluna da esquerda.
Cores:      Azul = time da casa vence;      Amarelo = empate;      Vermelho = time visitante vence.

## Campeão
| Campeonato de Portugal de Primeira Divisão 2016/2017 |
| ---------------------------------------------------- |
|                                                      |
| Benfica 36° Título                                   |